# Medinella nigrifemorata
Medinella nigrifemorata là một loài ruồi trong họ Tachinidae.